# Клайндитвиль
Клайндитвиль (нем. Kleindietwil) — бывшая коммуна в Швейцарии, в кантоне Берн.
До 2009 года входила в состав округа Арванген, с 1 января 2010 года — в Обераргау. 1 января 2011 года вошла в состав коммуны Мадисвиль.
Население составляет 505 человек (на 31 декабря 2006 года). Официальный код — 0328.